# Contea di Yuechi
La contea di Yuechi (岳池县S, Yuèchí XiànP) è una contea della Cina, situata nella provincia di Sichuan e amministrata dalla prefettura di Guang'an.